# NXT No Mercy (2023)
NXT No Mercy 2023 року — 14-е шоу професійного реслінгу під назвою «No Mercy», проведене компанією WWE. У ньому брали участь переважно реслери підготовчого бренду NXT. Подія відбулася в суботу, 30 вересня 2023 року, і транслювалася в прямому ефірі з Mechanics Bank Arena в Бейкерсфілді, штат Каліфорнія, США. Це був перший захід No Mercy, проведений з 2017 року, перший, який транслювався на Peacock, перший, який відбувся в суботу і перший, який не був доступний для традиційного платного перегляду.
NXT No Mercy була першою прямою трансляцією шоу WWE після продажу і втрати контролю з боку сім'ї Макмен, оскільки 12 вересня 2023 року було завершено продаж компанії на користь Endeavor, в результаті чого WWE і Ultimate Fighting Championship об'єдналися і стали підрозділами нової компанії під назвою TKO Group Holdings. NXT No Mercy, у свою чергу, став першим прямим ефіром WWE під егідою TKO.
На шоу було проведено сім поєдинків, в тому числі один у перед-шоу. У головній події Беккі Лінч з бренду Raw перемогла Тіффані Страттон у поєдинку за екстремальними правилами і зберегла за собою титул чемпіонки NXT. В іншому примітному поєдинку Ілья Драгунов переміг Кармело Хейза і завоював титул чемпіона NXT.

## Матчі
| №                                                             | Матчі | Умови                                                                                                 | Час   |
| ------------------------------------------------------------- | --- | --- | ----- |
| 1P                                                            | Блер Давенпорт перемогла Келані Джордан утриманням опонентки. | Одиночний матч                                                                                        | 6:38  |
| 2                                                             | Барон Корбін переміг Брона Брейккера утриманням опонента. | Одиночний матч                                                                                        | 9:33  |
| 3                                                             | Трік Вільямс переміг «Брудного» Домініка Містеріо (c) утриманням опонента. | Одиночний матч за титул Північноамериканського чемпіона NXT Спеціальний запрошений рефері — Дреґон Лі | 9:28  |
| 4                                                             | Сім'я (Тоні Д'Анджело й Ченнінг «Стакс» Лоренцо) (c) перемогли OTM (Люсьєн Прайс й Бронко Німа) (зі Скриптс), Братів Крід (Брутус і Джуліус Крід) (з Айві Найл) й Анхеля Гарзу та Умберто Каррільйо утриманням опонента. | Чотиристоронній командний матч за Командне чемпіонство NXT                                            | 12:07 |
| 5                                                             | Ноам Дар (c) (з Джакарою Джексон, Леш Ледженд й Оро Менса) переміг Бутча (з Тайлером Бейтом) з рахунком 2 — 1. | Матч за правилами Британських Раундів за Кубок Спадщини NXT                                           | 15:54 |
| 6                                                             | Ілья Драгунов переміг Кармело Хейза (c) утриманням опонента. | Одиночний матч за чемпіонство NXT                                                                     | 21:04 |
| 7                                                             | Беккі Лінч (c) перемогла Тіффані Страттон утриманням опонентки. | Матч за екстремальними правилам за чемпіонство NXT серед жінок                                        | 20:19 |
| (c) — чемпіон на момент старту поєдинку P — матч на перед-шоу | | |       |